# Francesco Napoleone Orsini

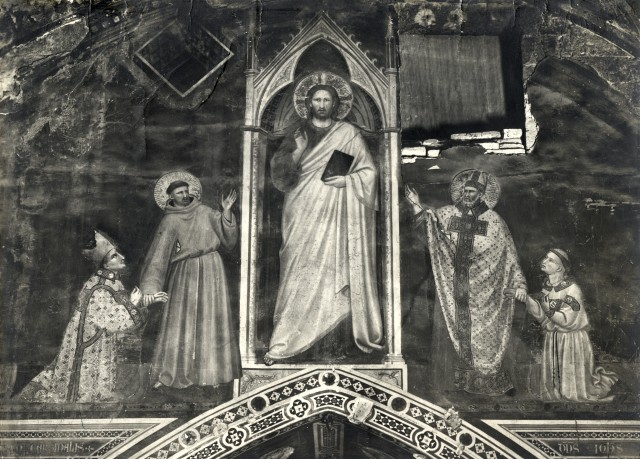
Kardinal Francesco Napoleone Orsini (kniend links unten)

Francesco Napoleone Orsini (* um 1230; †  6. Dezember 1311 in Rom) war ein italienischer Geistlicher und Kardinal der Katholischen Kirche.

## Leben
Orsini war ein Sohn Napoleons Orsini, eines Bruders von Giovanni Gaetano Orsini, der als Nikolaus III. den päpstlichen Stuhl bestieg. Unter Alexander IV. ist er 1257 als päpstlicher Subdiakon und Kaplan belegt und mit einem Kanonikat in Reims versehen worden. Er wurde unter Nikolaus IV. päpstlicher Notar. Der Papst verschaffte ihm Pfründen, unter anderem wollte er ihn gegen den Widerstand des lokalen Bischofs Godfrey Giffard zum Archidiakon im englischen Worcester ernennen. Dabei drohte der Papst dem Bischof mit der Exkommunikation, so dass dieser nachgab. Im Januar 1289 wurde Orsini durch einen Stellvertreter als Archdiakon eingesetzt. Orsini gehörte zu der Delegation, die 1294 Coelestin V. die Nachricht von seiner Wahl überbrachte. Nach seinem Studium in Paris wurde er am 17. Dezember 1295 von Papst Bonifaz VIII. zum Kardinalpriester von Santa Lucia in Selci erhoben. Seit 1297 war er Erzpriester von Santa Maria Maggiore in Rom. Er war Teilnehmer am Konklave von 1303, in dem Papst Benedikt XI. gewählt wurde sowie am Konklave von 1304/05, in dem Clemens V. gewählt wurde.
Er starb am 6. Dezember 1311 in Rom und wurde in der Vatikanbasilika begraben.